# Matt Doherty
Matthew James „Matt“ Doherty (* 16. Januar 1992 in Dublin) ist ein irischer Fußballspieler. Er steht beim englischen Premier-League-Verein Wolverhampton Wanderers unter Vertrag und kann sowohl als Linker als auch als Rechter Außenverteidiger eingesetzt werden. Er ist seit März 2018 irischer Nationalspieler.

## Karriere
Doherty begann mit dem Fußballspielen bei den Dubliner Amateurvereinen FC Home Farm und FC Belvedere und ging 2009 in die Jugend von Bohemians Dublin. Nachdem er im Juli 2010 in einem Testspiel gegen die Wolverhampton Wanderers eine starke Leistung gezeigt hatte, lud ihn der Gegner zum Probetraining ein. Obwohl er noch kein Profispiel für Bohemians bestritten hatte, waren die Wolves vom Talent des Außenverteidigers überzeugt und verpflichteten ihn. Doherty unterschrieb in Wolverhampton einen Zweijahresvertrag. Sein Pflichtspieldebüt bestritt er am 8. Januar 2011 im FA-Cup-Spiel gegen die Doncaster Rovers. In der Premier League debütierte er am 24. September 2011 beim FC Liverpool.
Nachdem Doherty bei Wolverhampton hauptsächlich in der Reserve zu Einsätzen gekommen war, wurde er zu Jahresbeginn 2012 an Hibernian Edinburgh für die restliche Saison 2011/12 ausgeliehen. Für die Hibs kam er bis zum Saisonende auf 17 Einsätze, in denen er zweimal traf. Bei seinem Leihverein spielte er gelegentlich auch auf der Innenverteidiger-Position.
Nach seiner Rückkehr zu Wolverhampton wurde Doherty für drei Monate an den League-One-Verein FC Bury ausgeliehen. Für Bury absolvierte er 22 Einsätze, bis er im Januar 2013 wegen finanzieller Probleme der Shakers zurück zu den Wolves geschickt wurde.
Nach der Verpflichtung von Dean Saunders als neuem Trainer der inzwischen zweitklassigen Wolverhampton Wanderers im Januar 2013 wurde Doherty Stammspieler in der rechten Verteidigung. Unter Saunders’ Nachfolger Kenny Jackett konnte er seinen Platz beibehalten. Zu Beginn Saison 2017/18 verlängerte er seine Vertragslaufzeit bis 2021. In dieser Saison errang er mit seinem Team die Meisterschaft der Championship und kehrte in die Premier League zurück. Am 30. November 2018 bestritt er bei der 1:2-Niederlage bei Cardiff City sein 200. Ligaspiel für Wolverhampton, in dem er in der 18. Spielminute zur zwischenzeitlichen Führung traf. Insgesamt bestritt er in zehn Jahren bei den Wolves 302 Pflichtspiele, in denen ihm 28 Tore und 41 Vorlagen gelangen.
Matt Doherty wechselte im Sommer 2020 zu den Tottenham Hotspur, wo er einen Vierjahresvertrag unterzeichnete.
Nach einem kurzen Engagement bei Atlético Madrid ab Januar 2023 kehrte er im Sommer desselben Jahres in die Premier League und auch zu den Wolverhampton Wanderers zurück.

### Nationalmannschaft
Doherty hatte für die irischen U-19- und U-21-Nationalmannschaften gespielt, bevor er am 11. März 2016 zum ersten Mal anlässlich zweier Freundschaftsspiele gegen die Schweiz und die Slowakei für den Kader A-Auswahl seines Heimatlands nominiert wurde. Sein Debüt bestritt er jedoch erst zwei Jahre später am 23. März 2018 bei der 0:1-Niederlage gegen die Türkei. Am 18. November 2019 erzielte er in Qualifikationsspiel zur Europameisterschaft 2020 gegen Dänemark in der 85. Spielminute den Ausgleich zum 1:1-Endstand.